# NGC 629
NGC 629 este un grup de stele situat în constelația Cassiopeia. A fost descoperit în anul 1825 de către Wilhelm Struve. De asemenea, a fost observat încă o dată de către Arthur von Auwers.